# Domenico Padovano
Domenico Padovano (ur. 27 września 1940 w Mola di Bari, zm. 10 maja 2019 tamże) – włoski duchowny katolicki, biskup Conversano-Monopoli w latach 1987-2016.

## Życiorys
Święcenia kapłańskie otrzymał 29 czerwca 1965.
30 września 1982 papież Jan Paweł II mianował go biskupem pomocniczym archidiecezji Bari, ze stolicą tytularną Mazaca. Sakry biskupiej udzielił mu 24 października 1982 ówczesny arcybiskup Bari Andrea Mariano Magrassi.
13 lutego 1987 papież minował go biskupem diecezji Conversano-Monopoli.
5 lutego 2016 przeszedł na emeryturę, a jego następcą został Giuseppe Favale.